# Fiat 505
Fiat 505 – samochód osobowy produkowany przez włoski koncern Fiat w latach 1919–1925. Model 505 bazował na tych samych rozwiązaniach technicznych co Fiat 501, posiadał jednak większy silnik i wymiary nadwozia. Z silnikiem o mocy 30 HP samochód mógł osiągnąć prędkość 80 km/godz. Wyprodukowano około 30 tys. sztuk.